# Lars Eidinger
Lars Eidinger (ur. 21 stycznia 1976 w Berlinie) – niemiecki aktor filmowy, teatralny i telewizyjny. Od 1999 członek zespołu aktorskiego berlińskiego teatru Schaubühne, w którym grał główne role szekspirowskiego Hamleta i Ryszarda III. W 2016 zasiadał w jury konkursu głównego na 66. MFF w Berlinie.

## Wybrana filmografia
- Schloss Einstein (2002) jako Michael Ziethen[3]
- Nora (2003) jako Doktor Rank[3]
- Woyzeck (2004) jako podoficer[3]
- See You at Regis Debray (2005) jako Andreas Baader[3]
- Hedda Gabler (2006) jako Jørgen Tesman[3]
- After Effect (2007) jako Karsten Starel[3]
- Minibar (2008) jako Werner[3]
- Wszyscy inni (Alle anderen, 2009) jako Chris[3]
- Mörder auf Amrum (2009) jako mężczyzna[3]
- Verhältnisse (2010) jako Daniel Baumann[3]
- Code Blue (2011) jako Konrad[3]
- Tabu - Es ist die Seele ein Fremdes auf Erden (2011) Georg Trakl[3]
- Hell (2011) jako Phillip[3]
- Fenster zum Sommer (2011) jako Philipp Hobrecht[3]
- Dom na weekend (Was bleibt, 2012) jako Marko Heidtmann[3]
- Goltzius and the Pelican Company (2012) jako Amos Quadfrey[3]
- Grenzgang (2013) jako Thomas Weidmann[3]
- Du bist dran (2013) Peter[3]
- Telefon 110 (2009–2013) jako Almandine Winter[4][3]
- Der Clan - Die Geschichte der Familie Wagner (2013) jako Siegfried Wagner[3]
- Der Prediger (2014) jako Jan-Josef Geissler[3]
- Sils Maria (2014) jako Klaus Diesterweg[3]
- Dora oder Die sexuellen Neurosen unserer Eltern (2015) Peter[3]
- Zaprzysiężona dziewica (Sworn Virgin, 2015) jako Bernhard[3]
- Elixir (2015) jako Jacques[3]
- Richard III (2015) jako Ryszard III[3]
- Familienfest (2016) jako Max[3]
- Miejsce zbrodni (Tatort, 2010–2015) jako Kai Korthals[5][3]
- Stylistka (Personal Shopper, 2016) jako Ingo[3]
- L'origine de la violence (2016) jako dr Erich Wagner[3]
- Terror - Ihr Urteil (2016) jako Verteidiger Herr Biegler[3]
- Die Blumen von gestern (2016) jako Totila Blumen[3]
- SS-GB (2017) jako dr Oskar Huth[3]
- Sense8 (2017) jako Sebastian Fuchs[3]
- Maryline (2016) jako Ilan Kafman[3]
- Matylda (2017) jako Mikołaj II Romanow[3]
- Babilon Berlin (2017) jako Alfred Nyssen[3]
- West of Liberty (2018) jako Gell[3]
- Poufne lekcje perskiego (2020) jako Klaus Koch[6]
- Ostatnia egzekucja (Nahschuss, 2021) jako dr Franz Walter
- Symfonia o umieraniu (Sterben, 2024) jako Tom Lunies[3]
- Das Licht (2025) jako Tim Engels